# Петкявичюс, Юозас Юозович
Юозас Юозович Петкявичюс (лит. Juozas Petkevičius, 18 февраля 1924 — 28 сентября 1991) — литовский советский партийный деятель и деятель органов госбезопасности, генерал-лейтенант. Член ВКП(б) с 1947 года; член Бюро ЦК КП Литвы (1985—1987; кандидат в 1954—1960 и 1976—1985). Депутат Совета Национальностей Верховного Совета СССР 4 и 10-11 созывов (1954—1958 и 1979—1989) от Литовской ССР. Депутат Верховного Совета Литовской ССР (1951—1955 и 1959—1980).

## Биография
Родился 18 февраля 1924 года в местечке Шета Кедайнского района.
С началом Великой Отечественной войны эвакуировался из Литвы. Трудовую биографию начал в 17 лет — с июля 1941 года работал трактористом в Пензе, с марта 1942 года — в Ярославле на фабрике «Красный Перевал».
С 1942 года — на комсомольской и партийной работе. В июне — октябре 1942 года учился на курсах ЦК КП(б) Литвы в Ярославле, с ноября 1942 года — инструктор ВЛКСМ в Костроме. С июня 1944 года — 1-й секретарь Укмергского райкома, с ноября 1945 года — Мариямпольского уездного комитета ЛКСМ Литвы. С 10 октября 1946 года — слушатель партийной школы в Вильнюсе. После её окончания в ноябре 1948 года — 1-й секретарь Шяуляйского горкома, с июля 1950 года — обкома комсомола, с 19 декабря 1952 года — 1-й секретарь ЦК ЛКСМ Литовской ССР. Затем направлен на работу в КГБ.
В органах госбезопасности с марта 1960 года. Занимал должности:
- Заместитель председателя КГБ при СМ Литовской ССР по кадрам (март 1960 — 6 июля 1961 г.)
- Заместитель председателя КГБ при СМ Литовской ССР (6 июля 1961 — 26 января 1967 г.)
- Председатель КГБ при СМ Литовской ССР/КГБ Литовской ССР (26 января 1967—1987 г.)
- В действующем резерве КГБ Литовской ССР (11 мая 1987 — 4 января 1990 г.)

Был слушателем Высшей партийной школы при ЦК ВКП(б).

## Звания
- майор (4 апреля 1960 г.)
- подполковник (21 июля 1962 г.)
- полковник (26 января 1967 г.)
- генерал-майор (20 декабря 1968 г.)
- генерал-лейтенант (5 мая 1983 г.)